# Raquetebol nos Jogos Pan-Americanos de 2019 - Duplas femininas
A competição de duplas femininas foi um dos eventos do raquetebol nos Jogos Pan-Americanos de 2019, em Lima. Foi disputada no cluster da Villa Deportiva Regional del Callao de 2 a 7 de agosto. Paola Longoria e Samantha Salas, do México, sagraram-se tricampeãs pan-americanas, e sua vitória foi a quarta seguida do México nas duplas femininas do Raquetebol nos Jogos Pan-Americanos. 

## Calendário
Horário local (UTC-5).
| Data        | Horário | Fase                                |
| ----------- | ------- | ----------------------------------- |
| 2 de agosto | 10:00   | Fase de grupos                      |
| 3 de agosto | 10:00   | Fase de grupos                      |
| 4 de agosto | 10:00   | Fase de grupos                      |
| 5 de agosto | 10:00   | Oitavas-de-final e Quartas-de-final |
| 6 de agosto | 10:00   | Semifinal                           |
| 7 de agosto | 10:00   | Final                               |

## Medalhistas
| Ouro   | MEX Paola Longoria e Samantha Salas                                         |
| Prata  | GUA Gabriela Martinez e María Rodríguez                                     |
| Bronze | USA Kelani Lawrence e Rhonda Rajsich ARG Natalia Méndez e María José Vargas |

## Fase de grupos
A competição iniciou em uma fase de grupos, com as atletas divididas em três grupos. Os resultados da fase de grupos foram utilizados para o chaveamento da fase eliminatória. Os grupos foram anunciados no encontro técnico no dia anterior à disputa.

### Grupo A
| Raquetebolistas                    | Nação              | J | V | D | SG | SP | PG | PP | Saldo |
| ---------------------------------- | ------------------ | - | - | - | -- | -- | -- | -- | ----- |
| Paola Longoria e Samantha Salas    | MEX México         | 2 | 2 | 0 | 4  | 0  | 60 | 21 | 39    |
| Kelani Lawrence e Rhonda Rajsich   | USA Estados Unidos | 2 | 1 | 1 | 2  | 2  | 44 | 41 | 3     |
| Maria Jose Muñoz e María Paz Muñoz | ECU Equador        | 2 | 0 | 2 | 0  | 4  | 18 | 60 | -42   |

### Grupo B
| Raquetebolistas                    | Nação         | J | V | D | SG | SP | PG | PP | Saldo |
| ---------------------------------- | ------------- | - | - | - | -- | -- | -- | -- | ----- |
| Natalia Mendez e Maria Jose Vargas | ARG Argentina | 3 | 3 | 0 | 6  | 0  | 90 | 30 | 60    |
| Cristina Amaya e Adriana Riveros   | COL Colômbia  | 2 | 2 | 1 | 4  | 2  | 77 | 55 | 22    |
| Carla Muñoz e Josefa Parada        | CHI Chile     | 3 | 1 | 2 | 2  | 5  | 52 | 97 | -45   |
| Loraine Felipe e Maria Regla Viera | CUB Cuba      | 3 | 0 | 3 | 1  | 6  | 55 | 92 | -37   |

### Grupo C
| Raquetebolistas                          | Nação                    | J | V | D | SG | SP | PG  | PP  | Saldo |
| ---------------------------------------- | ------------------------ | - | - | - | -- | -- | --- | --- | ----- |
| Gabriela Martinez e Maria Rodriguez      | GUA Guatemala            | 3 | 3 | 0 | 6  | 2  | 95  | 64  | 31    |
| Angelica Barrios e Jenny Daza            | BOL Bolívia              | 3 | 2 | 1 | 5  | 4  | 104 | 90  | 14    |
| Merynanyelly Delgado e Alejandra Jimenez | DOM República Dominicana | 3 | 1 | 2 | 3  | 5  | 68  | 100 | -32   |
| Frédérique Lambert e Jennifer Saunders   | CAN Canadá               | 3 | 0 | 3 | 3  | 6  | 91  | 104 | -13   |

### Eliminatórias
| Oitavas de final | Oitavas de final                            | Oitavas de final | Oitavas de final | Oitavas de final |  |  | Quartas de final | Quartas de final                            | Quartas de final | Quartas de final | Quartas de final |  |  | Semifinal | Semifinal                               | Semifinal | Semifinal | Semifinal |  |  | Final | Final                                   | Final | Final | Final |
|                  |                                             |                  |                  |                  |  |  |                  |                                             |                  |                  |                  |  |  |           |                                         |           |           |           |  |  |       |                                         |       |       |       |
|                  |                                             |                  |                  |                  |  |  |                  |                                             |                  |                  |                  |  |  |           |                                         |           |           |           |  |  |       |                                         |       |       |       |
|                  |                                             |                  |                  |                  |  |  | 1                | Paola Longoria Samantha Salas (MEX)         | 15               | 15               |                  |  |  |           |                                         |           |           |           |  |  |       |                                         |       |       |       |
| 9                | Merynanyelly Delgado Alejanda Jiménez (DOM) | 15               | 15               |                  |  |  | 9                | Merynanyelly Delgado Alejanda Jiménez (DOM) | 2                | 0                |                  |  |  |           |                                         |           |           |           |  |  |       |                                         |       |       |       |
| 8                | Carla Muñoz Josefa Parada (CHI)             | 13               | 10               |                  |  |  |                  |                                             |                  |                  |                  |  |  | 1         | Paola Longoria Samantha Salas (MEX)     | 15        | 15        |           |  |  |       |                                         |       |       |       |
|                  |                                             |                  |                  |                  |  |  |                  |                                             |                  |                  |                  |  |  | 5         | Kelani Lawrence Rhonda Rajsich (USA)    | 6         | 1         |           |  |  |       |                                         |       |       |       |
|                  |                                             |                  |                  |                  |  |  | 5                | Kelani Lawrence Rhonda Rajsich (USA)        | 15               | 15               |                  |  |  |           |                                         |           |           |           |  |  |       |                                         |       |       |       |
|                  |                                             |                  |                  |                  |  |  | 4                | Angelica Barrios Jenny Daza (BOL)           | 4                | 9                |                  |  |  |           |                                         |           |           |           |  |  |       |                                         |       |       |       |
|                  |                                             |                  |                  |                  |  |  |                  |                                             |                  |                  |                  |  |  |           |                                         |           |           |           |  |  | 1     | Paola Longoria Samantha Salas (MEX)     | 15    | 11    | 11    |
|                  |                                             |                  |                  |                  |  |  |                  |                                             |                  |                  |                  |  |  |           |                                         |           |           |           |  |  | 3     | Gabriela Martinez Maria Rodriguez (GUA) | 5     | 15    | 5     |
|                  |                                             |                  |                  |                  |  |  | 3                | Gabriela Martinez María Rodriguez (GUA)     | 12               | 15               | 11               |  |  |           |                                         |           |           |           |  |  |       |                                         |       |       |       |
| 11               | Loraine Felipe Maria Regla Viera (CUB)      | 6                | 4                |                  |  |  | 6                | Cristina Amaya Adriana Riveros (COL)        | 15               | 11               | 8                |  |  |           |                                         |           |           |           |  |  |       |                                         |       |       |       |
| 6                | Cristina Amaya Adriana Riveros (COL)        | 15               | 15               |                  |  |  |                  |                                             |                  |                  |                  |  |  | 3         | Gabriela Martinez Maria Rodriguez (GUA) | 15        | 10        | 11        |  |  |       |                                         |       |       |       |
| 7                | Maria Jose Muñoz Maria Paz Muñoz (ECU)      | 9                | 15               | 5                |  |  |                  |                                             |                  |                  |                  |  |  | 2         | Maria Jose Vargas Natalia Mendez (ARG)  | 9         | 15        | 1         |  |  |       |                                         |       |       |       |
| 10               | Frédérique Lambert Jennifer Saunders (CAN)  | 15               | 9                | 11               |  |  | 10               | Frédérique Lambert Jennifer Saunders (CAN)  | 9                | 9                |                  |  |  |           |                                         |           |           |           |  |  |       |                                         |       |       |       |
|                  |                                             |                  |                  |                  |  |  | 2                | Maria Jose Vargas Natalia Mendez (ARG)      | 15               | 15               |                  |  |  |           |                                         |           |           |           |  |  |       |                                         |       |       |       |
|                  |                                             |                  |                  |                  |  |  |                  |                                             |                  |                  |                  |  |  |           |                                         |           |           |           |  |  |       |                                         |       |       |       |